# Bílý slon

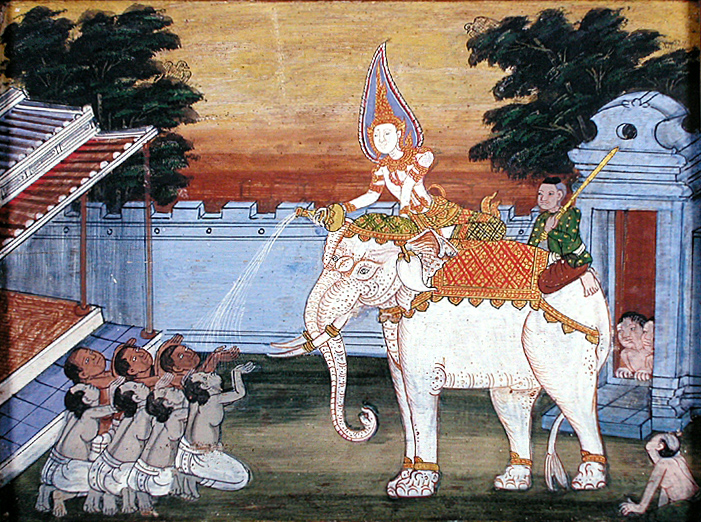
Bílý slon na thajském obrazu z 19. století

Bílý slon je výraz pro vlastnictví něčeho, čeho se vlastník nemůže vzdát, i když cena (cena za vydržování) převyšuje užitečnost této věci. V českém kulturním kontextu se častěji užívá pribuzné slovní spojení danajský dar, pocházející z řecké mytologie.

## Původ
Termín pochází od posvátného Bílého slona, kterého drželi monarchové jižní Asie v Barmě, Thajsku, Laosu a Kambodže. Vlastnictví Bílého slona bylo považováno (a stále je v Thajsku a Barmě) za znamení, že monarcha vládne spravedlivě a království byl požehnán mír a prosperita. Tradice se odvíjí od příběhů, které spojují narození bílého slona s narozením Buddhy. Legenda praví, že se královně Máje v předvečer porodu zdálo o bílém slonu, který ji daroval květ lotosu, symbol moudrosti a čistoty. Protože byla tato zvířata považována za svatá a zákon zakazoval jejich využívání pro práci, bylo přijetí daru bílého slona od monarchy požehnáním i prokletím: požehnání proto, že zvíře bylo svaté a symbolizovalo monarchovu přízeň a prokletí proto, že si zvíře musel obdarovaný ponechat a nemohl náklady na jeho držení vyvážit prací zvířete.

## Užívání
Termín bílý slon se stále používá například pro:
- Hughes H-4 Hercules – velký dřevěný hydroplán, který vzlétl jen jedinkrát, byl vyroben z hliníku a dřeva (z důvodu nedostatku materiálu) během 2. světové války, přezdívaný „Spruce Goose“ (česky smrková husa); označení bílý slon bylo použito před a během parlamentního vyšetřování[3]
- Great Eastern
- Concorde
- HTMS Chakri Naruebet
- Ada – neúspěšný programovací jazyk[4]
- Millennium Dome
- Osborne House
- Hotel Rugyong – nedostavěný hotel v Pchjongjangu v Severní Koreji
- Olympic Stadium (Montreal)
- Město umění a věd ve Valencii[5]